# Брауні (кулінарія)

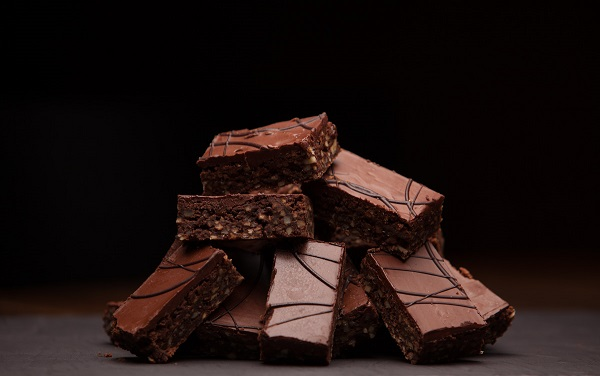
Типовий вигляд брауні

Бра́уні (англ. Chocolate brownie) — шоколадний десерт у вигляді тістечка, торту, пирога або кексу з досить вологим м'якушем. Традиційна страва американської кухні. Назва виробу походить від характерного брунатного кольору (англ. brown — брунатний), зумовленого наявністю в тісті какао-порошку або натурального шоколаду. Також до складу тіста обов'язково входять пшеничне борошно, яйця, цукор, вершкове масло, сіль за смаком.

## Історія
Існує три версії винайдення цього десерту. Найбільш правдоподібна з них стверджує, що вперше брауні був приготований кухаркою чиказького готелю Palmer House Бертою Палмер у 1893 році. Кухарка створила десерт спеціально для панянок, які приїхали на Всесвітню виставку. До речі, оригінальний рецепт і досі використовується в меню цього готелю.
Друга версія стверджує, що брауні став результатом помилки, якої припустилася домогосподарка з м. Бангор у штаті Мен. Вона забула покласти до шоколадного пирога дріжджі, внаслідок чого той не підійнявся і вона подала виріб на стіл, порізавши його на квадратики. На користь цієї версії свідчить книга рецептів Betty Crocker's Baking Classics (1973 р.), в якій зазначається, що класичним брауні є саме «бангорський» рецепт. Третя версія така ж міфологічна, як і друга. Згідно з нею помилка була в тому, що до заварного тіста випадково додали розтоплений шоколад.
Вже на початку XX століття було відомо декілька різновидів брауні, а масової популярності десерт почав набувати після 1920 року.

## Приготування

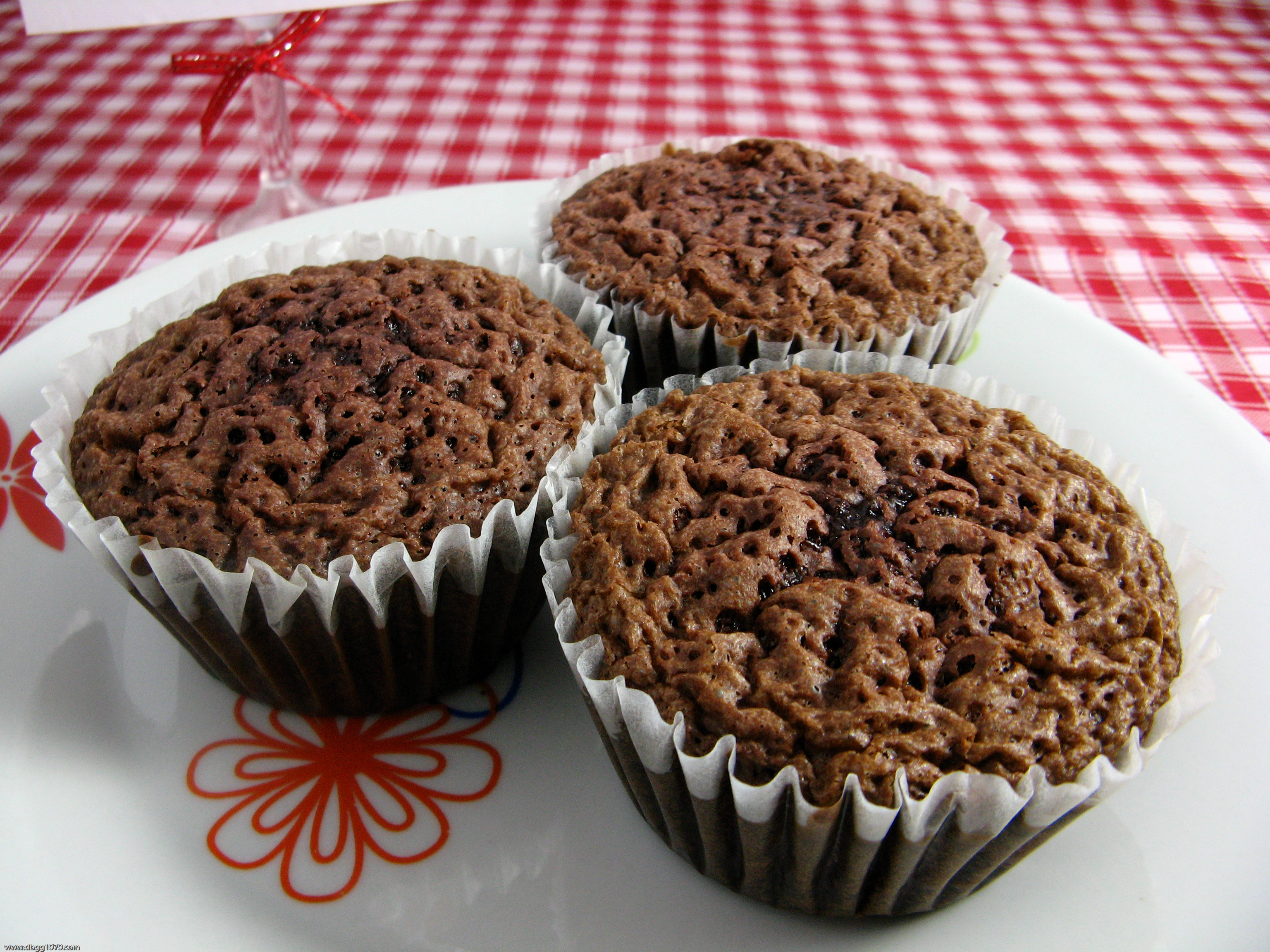
Брауні, випечені у формах для кексів

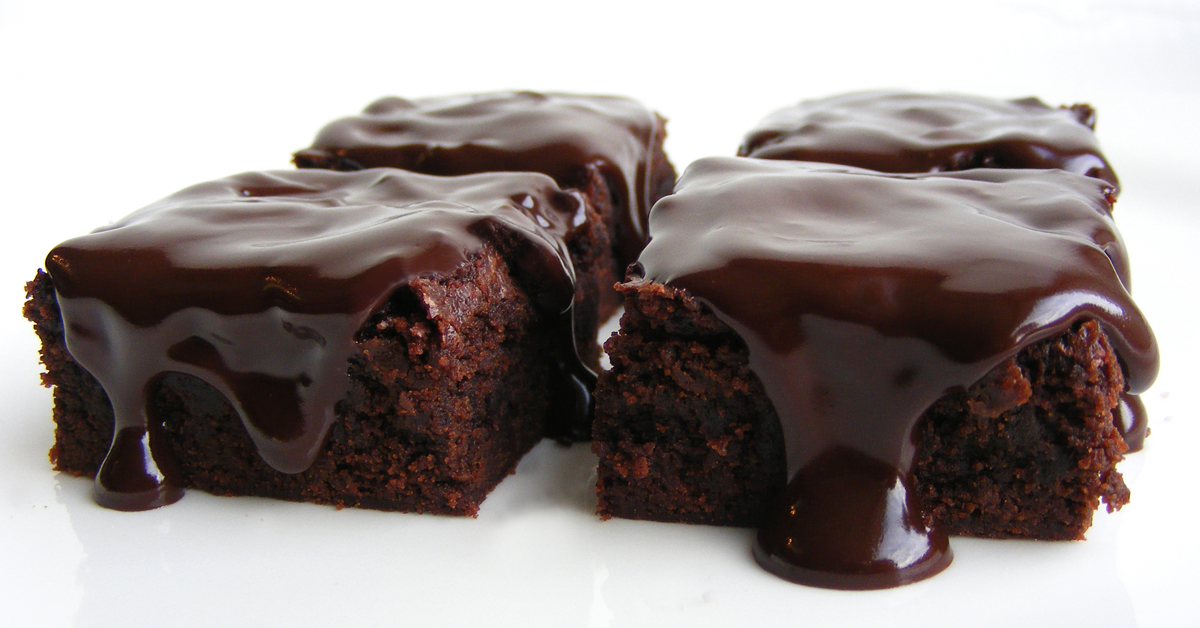
Брауні з віскі, вкриті шоколадною глазур'ю

В процесі приготування масло розтоплюють разом з шоколадом, окремо збивають яйця з цукром, додають до охолодженої, але ще не застиглої масляно-шоколадної суміші разом з борошном і сіллю. Деякі рецепти передбачають використання молока. Усі компоненти ще раз добре перемішують, аби не було грудочок, — готове тісто матиме вигляд густої рідини. Його виливають у форму і запікають в духовці від 20 до 40 хв. Про готовність десерту свідчить приємний шоколадний запах, який зникає у перепеченого виробу. Також можна скористатися дерев'яною паличкою: якщо її увіткнути в брауні і витягти, то на паличці залишатимуться ледь липкі, але не мокрі частинки тіста.
Існує декілька десятків рецептів брауні, які різняться переважно видами глазурі, начинки, ароматизаторів тощо. Готовий виріб інколи вкривають розтопленим шоколадом, збитими вершками, посипають меленою кавою або горіхами, а частіше залишають без прикрас, тому що поверхня брауні під час випікання сама по собі набуває слабкого глазурованого блиску. Як начинка можуть бути використані вишні, лісові та волоські горіхи, мигдаль, деякі види сиру. Ароматизатори застосовують лише натуральні. В їх якості можуть виступати бренді, ром, лаванда, імбир, м'ята.

## Подача
Зазвичай перед подачею пиріг нарізають на невеличкі квадратики або трикутники. Брауні у формі маленьких кексів подають цілими. Подавати десерт можна теплим або охолодженим. Потрібно враховувати, що теплий виріб матиме ніжну пористу структуру і смак випічки, а охолоджений — щільну структуру і смак шоколадних трюфелів.
На столі з брауні найкраще смакують кава, морозиво, молоко.